# Nydia Caro
Nydia Caro (Nueva York; 7 de junio de 1948) es una cantautora, actriz y presentadora de TV puertorriqueño-estadounidense. Es conocida por temas como «Hoy canto por cantar» y «Cuéntale».

## Biografía
Criada en Nueva York, inició su carrera artística a temprana edad. Al terminar la secundaria, se matriculó en la New York School of Performing Arts, tomando clases de canto, danza y actuación.
En 1968, junto a Richie Ray y Bobby Cruz, grabó un aplaudido álbum titulado Los durísimos y yo.
En 1973, obtuvo el tercer lugar en el Festival de Benidorm con la canción «Vete ya», de Julio Iglesias. Al año siguiente, participó como artista invitada al Festival de Viña del Mar y se convirtió en la primera puertorriqueña en ganar el Festival OTI de la Canción, interpretando el tema «Hoy canto por cantar».
También se ha desarrollado en la actuación, tal como en 1986, cuando protagonizó la telenovela Cadenas de amor, junto al actor Daniel Lugo, para la cadena Telemundo de Puerto Rico. En 1988 personificó a Yaritza Gallardo en la miniserie puertorriqueña Color de piel, original de Vicky Hernández, junto a los actores mexicanos Rogelio Guerra, María Rubio y Socorro Avelar.
Gracias a su popularidad en Chile, ese año participó en la telenovela Bellas y audaces y grabó un exitoso disco en el mismo país titulado Todos los fuegos, del que desprendió el tema que daba título al álbum y el sencillo «Soledad».
Goza de popularidad en España y América. Cuenta con una amplia e interesante discografía que muestra una evolución envidiable desde cualquier punto de vista, destacando sus álbumes Amores luminosos, en el que interpreta poesía mística de Santa Teresa y San Juan de la Cruz y Bienvenidos, una producción en la que canta temas infantiles con música clásica, según escribió el periodista español Daniel Llorens Vidal en las páginas de la revista Efe-Eme. Radica en Puerto Rico, país de nacimiento de sus padres.
El 12 de abril de 2013 presentó el álbum Claroscuro, un tributo a la cantautora chilena Violeta Parra.

## Discografía
- Dímelo tú (1967)
- Los Durísimos y yo (1969)
- Hermano, tengo frío (1970)
- Grandes Éxitos - Volumen I (1973)
- Cuéntale (1973)
- Grandes Éxitos - Volumen II (1974)
- Hoy canto por cantar (1974)
- Contigo fui mujer (1975)
- Palabras de amor (1976)
- El amor entre tú y yo (1977)
- Oye, guitarra mía (1977)
- Arlequín (1978)
- Suavemente/Sugar Me (1978)
- Isadora/Keep On Moving' (1978)
- A quién vas a seducir (1979)
- Intimidades (1982)
- Prepárate (1983)
- Papá de domingos (1984)
- Soledad (1985)
- Hija de la Luna (1988)
- Para valientes nada más (1991)
- Amores luminosos (1998)
- Las noches de Nydia (2003)
- Bienvenidos (2003)
- Claroscuro (2012)